# Australia en la Copa Mundial de Fútbol de 2010
La Selección de Australia fue uno de los 32 países participantes de la Copa Mundial de Fútbol de 2010, que se realizó en Sudáfrica.
Los Socceroos lograron clasificarse para su segundo mundial consecutivo y su tercero en la historia. Australia por primera vez en la historia buscó su participación en la AFC, ya que decidió  trasladarse de la OFC por el bajo nivel de los demás seleccionados.
Entre sus jugadores se destacaron figuras como Tim Cahill, Harry Kewell, Brett Emerton, Vince Grella, Jason Culina, Lucas Neill y el arquero Mark Schwarzer, que fueron entrenados por Pim Verbeek.

## Clasificación

### Tercera ronda

#### Grupo 1
| Equipo    | Pts | PJ | PG | PE | PP | GF | GC | Dif |
| --------- | --- | -- | -- | -- | -- | -- | -- | --- |
| Australia | 10  | 6  | 3  | 1  | 2  | 7  | 3  | 4   |
| Catar     | 10  | 6  | 3  | 1  | 2  | 5  | 6  | -1  |
| Irak      | 7   | 6  | 2  | 1  | 3  | 4  | 6  | -2  |
| China     | 6   | 6  | 1  | 3  | 2  | 3  | 4  | -1  |

| Fecha                | Lugar     |           |  | Resultado |  |           |
| -------------------- | --------- | --------- |  | --------- |  | --------- |
| 6 de febrero de 2008 | Melbourne | Australia |  | 3:0 (3:0) |  | Catar     |
| 26 de marzo de 2008  | Kunming   | China     |  | 0:0       |  | Australia |
| 1 de junio de 2008   | Brisbane  | Australia |  | 1:0 (0:0) |  | Irak      |
| 7 de junio de 2008   | Dubái     | Irak      |  | 1:0 (1:0) |  | Australia |
| 14 de junio de 2008  | Doha      | Catar     |  | 1:3 (0:1) |  | Australia |
| 22 de junio de 2008  | Sídney    | Australia |  | 0:1 (0:1) |  | China     |

### Cuarta ronda

#### Grupo 1
| Equipo     | Pts | PJ | PG | PE | PP | GF | GC | Dif |
| ---------- | --- | -- | -- | -- | -- | -- | -- | --- |
| Australia  | 20  | 8  | 6  | 2  | 0  | 12 | 1  | 11  |
| Japón      | 15  | 8  | 4  | 3  | 1  | 11 | 6  | 5   |
| Baréin     | 10  | 8  | 3  | 1  | 3  | 6  | 8  | -2  |
| Catar      | 6   | 8  | 1  | 3  | 4  | 5  | 14 | -9  |
| Uzbekistán | 4   | 8  | 1  | 1  | 6  | 5  | 10 | -5  |

| Fecha                    | Lugar     |            |  | Resultado |  |            |
| ------------------------ | --------- | ---------- |  | --------- |  | ---------- |
| 10 de septiembre de 2008 | Taskent   | Uzbekistán |  | 0:1 (0:1) |  | Australia  |
| 15 de octubre de 2008    | Brisbane  | Australia  |  | 4:0 (2:0) |  | Catar      |
| 19 de noviembre de 2008  | Riffa     | Baréin     |  | 0:1 (0:0) |  | Australia  |
| 11 de febrero de 2009    | Yokohama  | Japón      |  | 0:0       |  | Australia  |
| 1 de abril de 2009       | Sídney    | Australia  |  | 2:0 (0:0) |  | Uzbekistán |
| 6 de junio de 2009       | Doha      | Catar      |  | 0:0       |  | Australia  |
| 10 de junio de 2009      | Sídney    | Australia  |  | 2:0 (0:0) |  | Baréin     |
| 17 de junio de 2009      | Melbourne | Australia  |  | 2:1 (0:1) |  | Japón      |

## Preparación

### Partidos amistosos
| Fecha              | Lugar      |           |                      | Resultado |                           |                |
| ------------------ | ---------- | --------- | -------------------- | --------- | ------------------------- | -------------- |
| 24 de mayo de 2010 | Melbourne  | Australia | Bandera de Australia | 2:1       | Bandera de Nueva Zelanda  | Nueva Zelanda  |
| 1 de junio de 2010 | Roodepoort | Australia | Bandera de Australia | 1:0       | Bandera de Dinamarca      | Dinamarca      |
| 5 de junio de 2010 | Roodepoort | Australia | Bandera de Australia | 1:3       | Bandera de Estados Unidos | Estados Unidos |

## Jugadores
| #     | Nombre             |             | Posición       | Edad        | PJ Sel      | Club               |
| ----- | ------------------ | ----------- | -------------- | ----------- | ----------- | ------------------ |
| 1     | Mark Schwarzer     |             | Portero        | 37          | 74          | Fulham FC          |
| 2     | Lucas Neill        |             | Defensa        | 32          | 55          | Galatasaray        |
| 3     | Craig Moore        |             | Defensa        | 34          | 49          | Kavala F.C.        |
| 4     | Tim Cahill         |             | Centrocampista | 30          | 39          | Everton FC         |
| 5     | Jason Culina       |             | Centrocampista | 29          | 48          | Gold Coast United  |
| 6     | Michael Beauchamp  |             | Defensa        | 29          | 21          | Al-Jazira          |
| 7     | Brett Emerton      |             | Centrocampista | 31          | 72          | Blackburn Rovers   |
| 8     | Luke Wilkshire     |             | Defensa        | 28          | 41          | FC Dinamo Moscú    |
| 9     | Joshua Kennedy     |             | Delantero      | 27          | 18          | Nagoya Grampus     |
| 10    | Harry Kewell       |             | Delantero      | 31          | 45          | Galatasaray        |
| 11    | Scott Chipperfield |             | Defensa        | 34          | 64          | FC Basel           |
| 12    | Adam Federici      |             | Portero        | 25          | 1           | Reading FC         |
| 13    | Vince Grella       |             | Centrocampista | 30          | 44          | Blackburn Rovers   |
| 14    | Brett Holman       |             | Delantero      | 26          | 31          | AZ Alkmaar         |
| 15    | Mile Jedinak       |             | Centrocampista | 25          | 11          | Antalyaspor        |
| 16    | Carl Valeri        |             | Centrocampista | 25          | 21          | Sassuolo           |
| 17    | Nikita Rukavytsya  |             | Delantero      | 22          | 3           | KSV Roeselare      |
| 18    | Eugene Galekovic   |             | Portero        | 28          | -           | Adelaide United FC |
| 19    | Richard Garcia     |             | Centrocampista | 28          | 6           | Hull City          |
| 20    | Mark Milligan      |             | Defensa        | 24          | 20          | JEF United         |
| 21    | David Carney       |             | Defensa        | 26          | 25          | FC Twente          |
| 22    | Dario Vidošić      |             | Mediocampista  | 23          | 26          | MSV Duisburg       |
| 23    | Mark Bresciano     |             | Mediocampista  | 30          | 54          | US Palermo         |
| D. T. | Pim Verbeek        | Pim Verbeek | Pim Verbeek    | Pim Verbeek | Pim Verbeek | Pim Verbeek        |

## Participación

### Grupo D
| Equipo    | Pts | PJ | PG | PE | PP | GF | GC | Dif |
| --------- | --- | -- | -- | -- | -- | -- | -- | --- |
| Alemania  | 6   | 3  | 2  | 0  | 1  | 5  | 1  | 4   |
| Ghana     | 4   | 3  | 1  | 1  | 1  | 2  | 2  | 0   |
| Australia | 4   | 3  | 1  | 1  | 1  | 3  | 6  | -3  |
| Serbia    | 3   | 3  | 1  | 0  | 2  | 2  | 3  | -1  |

- Nota: La hora mostrada corresponde a la hora local de Sudáfrica (UTC+2).

| 13 de junio de 2010, 16:00 | Alemania                                         | 4:0 (2:0) | Australia | Estadio Moses Mabhida, Durban                                                |                                                                              |
|                            | Podolski 7' · Klose 25' · Müller 67' · Cacau 69' | Reporte   |           | Asistencia: 62.660 espectadores Árbitro(s): Marco Antonio Rodríguez (México) | Asistencia: 62.660 espectadores Árbitro(s): Marco Antonio Rodríguez (México) |

| 19 de junio de 2010, 13:30 | Ghana           | 1:1 (1:1) | Australia  | Estadio Royal Bafokeng, Rustenburg                                   |                                                                      |
|                            | Gyan 25' (pen.) | Reporte   | Holman 10' | Asistencia: 34.812 espectadores Árbitro(s): Roberto Rosetti (Italia) | Asistencia: 34.812 espectadores Árbitro(s): Roberto Rosetti (Italia) |

| 23 de junio de 2010, 20:30 | Australia               | 2:1 (0:0) | Serbia       | Estadio Mbombela, Nelspruit                                           |                                                                       |
|                            | Cahill 68' · Holman 72' | Reporte   | Pantelić 83' | Asistencia: 37.836 espectadores Árbitro(s): Jorge Larrionda (Uruguay) | Asistencia: 37.836 espectadores Árbitro(s): Jorge Larrionda (Uruguay) |